# Droga krajowa B37 (Niemcy)
Droga krajowa 37 (niem. Bundesstraße 37, B 37) – niemiecka droga krajowa przebiegająca  na osi wschód, zachód od skrzyżowania z drogą B40 w Kaiserslautern w Nadrenii-Palatynacie przez Neckarsteinach w Hesji do skrzyżowania z drogą B27 w Mosbach w Badenii Wirtembergii.

## Miejscowości leżące przy B37

### Nadrenia-Palatynat
Kaiserslautern, Hochspeyer, Frankenstein, Bad Dürkheim, Ludwigshafen am Rhein.

### Badenia-Wirtembergia
Mannheim, Heidelberg, Neckargemünd, Eberbach, Lindach, Zwingenberg, Neckargerach, Binau, Mosbach.

### Hesja
Neckarsteinach, Neckarhausen, Hirschhorn (Neckar).

## Historia
Droga, określana jako "Droga solankowa" (niem. Salinenstraße), pełniła bardzo ważną rolę w Palatynacie i była od 1753 r. utwardzana pomiędzy Dürkheimem a Mannheimem.

## Linki zewnętrzne

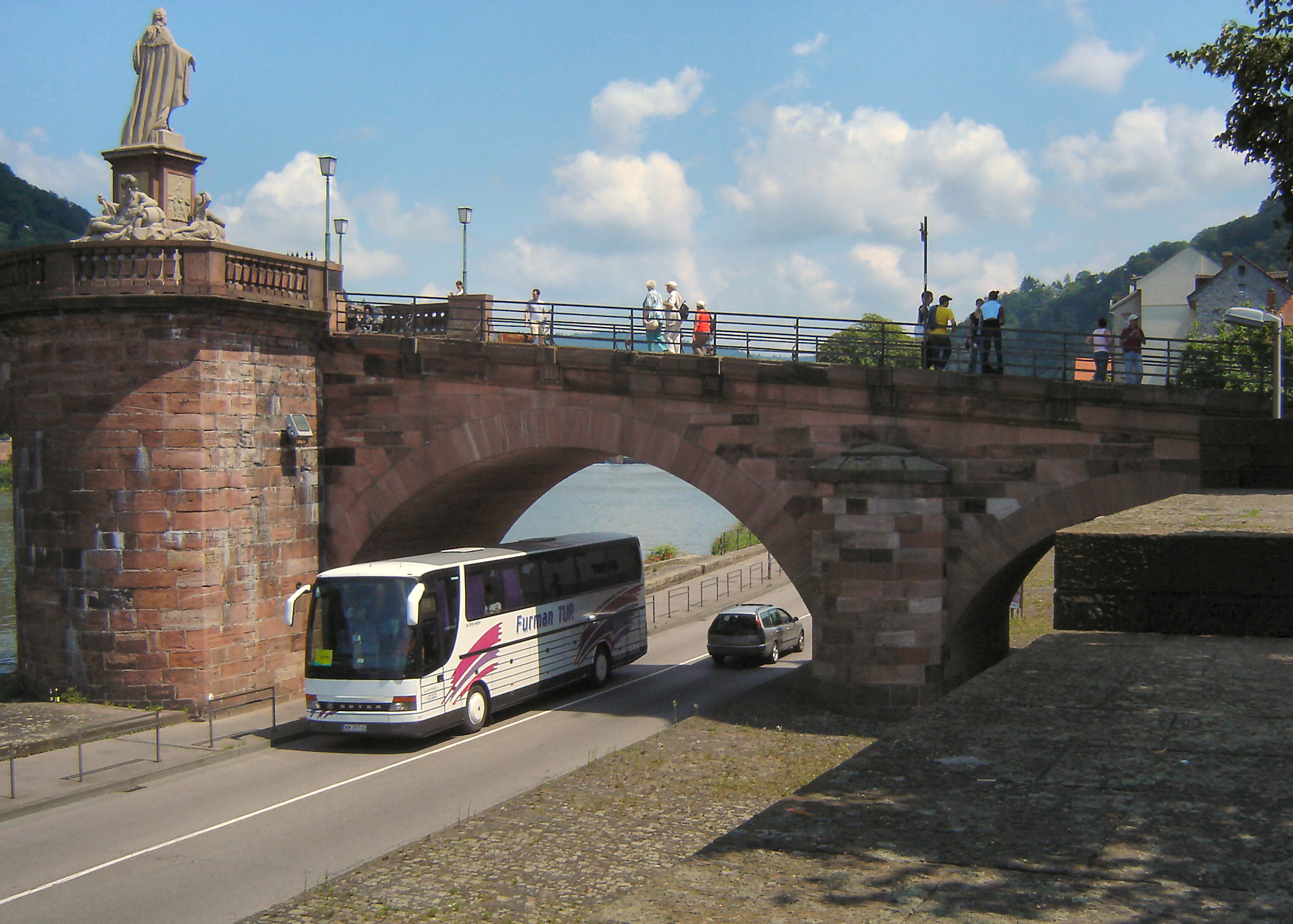
Bundesstrasse 37 w Heidelbergu